# Claudio Teodoro de Souza
Claudio Teodoro de Souza é um professor universitário e cientista brasileiro que estuda mecanismos moleculares e celulares que participam da gênese da obesidade.
Oitavo filho de um casal de agricultores familiares originários de Caculé, no interior da Bahia, que migraram para o interior de São Paulo, ele participava das atividades rurais com a família na zona rural de Araçatuba até o seu ingresso na graduação em educação física na Universidade Estadual Paulista Júlio de Mesquita Filho (UNESP). Este ingresso na universidade durante a década de 1990 mudou sua perspectiva de vida, o que o levou a prosseguir na vida acadêmica ao defender dissertação de mestrado em Ciências do Movimento, também pela UNESP, em 2001.
Ele adquiriu notoriedade ao se tornar um dos primeiros laureados do Prêmio Capes de Tese Carl Peter von Dietrich relativo à edição de 2006, em razão das pesquisas que desenvolveu durante o seu doutoramento na UNICAMP.
Uma reportagem publicada pela imprensa universitária da UNICAMP sobre sua trajetória como lavrador de agricultura familiar na zona rural paulista para cientista ganhador do Prêmio Capes de Tese, denominada “Cláudio, do planalto de Clementina às honras do planalto”, fez com que o jornalista Álvaro Kassab viesse a conquistar o Prêmio Feac de Jornalismo em 2015.